# بوروندی در المپیک
بوروندی برای نخستین بار در بازی‌های المپیک تابستانی ۱۹۹۶ شرکت کرد و از آن زمان به بعد در همهٔ بازی‌های المپیک تابستانی شرکت داشته است. این کشور هرگز در بازی‌های المپیک زمستانی شرکت نکرده است.
ونوسته نیونگابو در دو و میدانی در تاریخ ۳ اوت ۱۹۹۶ در بازی‌های المپیک تابستانی ۱۹۹۶ که در آتلانتا برگزار شد، مدال طلا را به دست آورد و فرانسین انایونسابا ۲۰ سال بعد در دو و میدانی در تاریخ ۲۰ اوت ۲۰۱۶ در بازی‌های المپیک تابستانی ۲۰۱۶ که در ریو دو ژانیرو برگزار شد، مدال نقره کسب کرد.
کمیتهٔ ملی المپیک بوروندی در سال ۱۹۹۰ تأسیس شد و در سال ۱۹۹۳ توسط کمیتهٔ بین‌المللی المپیک به رسمیت شناخته شد.

## جدول مدال‌ها

### مدال‌ها بر اساس بازی‌های تابستانی
| بازی‌ها | ورزشکاران    | طلا | نقره | برنز | مجموع | رتبه |
| ۱۹۹۶   | ۷            | ۱   | ۰    | ۰    | ۱     | ۴۹   |
| ۲۰۰۰   | ۶            | ۰   | ۰    | ۰    | ۰     | –    |
| ۲۰۰۴   | ۷            | ۰   | ۰    | ۰    | ۰     | –    |
| ۲۰۰۸   | ۳            | ۰   | ۰    | ۰    | ۰     | –    |
| ۲۰۱۲   | ۶            | ۰   | ۰    | ۰    | ۰     | –    |
| ۲۰۱۶   | ۹            | ۰   | ۱    | ۰    | ۱     | ۶۹   |
| ۲۰۲۰   | ۶            | ۰   | ۰    | ۰    | ۰     | -    |
| ۲۰۲۴   | ۷            | ۰   | ۰    | ۰    | ۰     | -    |
| ۲۰۲۸   | رویداد آینده |     |      |      |       |      |
| ۲۰۳۲   | رویداد آینده |     |      |      |       |      |
| مجموع  | مجموع        | ۱   | ۱    | ۰    | ۲     | ۱۱۱  |

### مدال‌ها بر اساس ورزش
| ورزش           | طلا | نقره | برنز | مجموع |
| -------------- | --- | ---- | ---- | ----- |
| دو و میدانی    | ۱   | ۱    | ۰    | ۲     |
| مجموع (۱ ورزش) | ۱   | ۱    | ۰    | ۲     |

## فهرست مدال‌آوران
| مدال | نام                | بازی‌ها | ورزش        | رویداد         | تاریخ       |
| ---- | ------------------ | ------ | ----------- | -------------- | ----------- |
| طلا  | ونوسته نیونگابو    | ۱۹۹۶   | دو و میدانی | ۵۰۰۰ متر مردان | ۳ اوت ۱۹۹۶  |
| نقره | فرانسین انایونسابا | ۲۰۱۶   | دو و میدانی | ۸۰۰ متر زنان   | ۲۰ اوت ۲۰۱۶ |